# Las Inviernas
Las Inviernas es un municipio español de la provincia de Guadalajara, en la comunidad autónoma de Castilla-La Mancha. Esta localidad se halla situada en la Cañada Real Soriana Oriental como parte del itinerario de la Ruta de la Lana, entre Moranchel y Mirabueno. Cuenta con una población de 53 habitantes (INE 2024).

## Toponimia
La localidad se llamó Las Hibiernas en los tiempos en los que José Cornide recorrió La Alcarria entre 1793 y 1795. Mucho antes, a finales del siglo XII, la localidad se llamó Ivierna. Escrito Las Ibiernas, pasó a llamarse Las Inviernas en el censo de 1857.

## Geografía
La villa de Las Inviernas está situada en un recuesto de la margen derecha del arroyo San Roque, afluente del río Tajuña. Según Cornide, que recorrió La Alcarria entre 1793 y 1795, Las Inviernas «tiene bastante monte hueco de encina y algunas vegas cultivadas». Frente a Las Inviernas, y en su contacto con los materiales del terreno secundario, se observan gruesas capas de marga rojiza. Existen capas delgadas de caliza y de conglomerado también frente al pueblo.
Tiene un clima mediterráneo continentalizado.

## Historia
Entre 1532 y 1533, el viajero Claude de Bronseval, monje cisterciense, pasó por el pueblo. En 1591, Hernando Alonso y sus hermanos Rodrigo y Miguel Alonso, vecinos de Las Ibiernas, iniciaron pleito de hidalguía. Desde 1619 a 1672, los concejos, justicias y regimientos de Alaminos, Las Inviernas, Masegoso de Tajuña y Algora pleitearon ante la Chancillería de Valladolid sobre el derecho al aprovechamiento de los montes y términos de Alaminos, Las Inviernas, Masegoso y Algora, para corta de leña y recogida de bellota. En 1690, se inició otro pleito entre el Concejo, justicia y regimiento de Alaminos contra el Concejo, justicia y regimiento de Las Inviernas, sobre derecho al aprovechamiento comunal de los términos y montes de Las Inviernas y barrio de Algora. Este pleito se prolongó hasta 1692.
A mediados del siglo XIX, la parroquia de Las Inviernas formaba parte del arciprestazgo de Cifuentes.
El Diccionario Geográfico y Estadístico de Madoz (1845/1850) describe a Las Inviernas como sigue: 

IBIERNAS (LAS): V. con ayunt. en la prov. de Guadalajara (10 leg.), part. jud. de Cifuentes (2), aud. terr. de Madrid (20), c. g. de Castilla la Nueva, dióc. de Sigüenza (4): SIT. á la parte superior de una corta vega, sobre un pequeño cerro, goza de buena ventilación y CLIMA templado; siendo las enfermedades que mas comunmente se padecen, fiebres intermitentes, reumas y algunos dolores de costado: tiene 100 CASAS, la consistorial con cárcel; una posada; un horno de pan cocer; 2 fuentes de buenas aguas; escuela de instrucción primaria frecuentada por 20 alumnos de ambos sexos, á cargo de un maestro á la vez sacristán, dotado con 300 rs. y una retribución que pagan los vec.; una igl. parr. (La Purísima Concepción) servida por un cura, cuya plaza es de provisión real y ordinaria previo concurso; un cementerio sit. en posición que no ofende á la salubridad pública, contiguo á una ermita dedicada á San Roque. TÉRM.: confina N. Mirabueno y Algora; E. el Sotillo; S. Moranchel, y O. Masegoso y Alaminos; dentro de él se encuentran varios manantiales y el santuario de Ntra. Sra. de la Soledad; el TERRENO que lo forman varios cerros, valles y vega, á escepcion de esta última parte, es flojo, de poca miga y secano; comprende por la parle del N. un monte carrascal que da buenas leñas y bellota; y en las demás direcciones, otros de chaparro con buenos pastos y diferentes yerbas aromáticas y medicinales; atraviesan el term. un arroyuelo sin nombre que riega diferentes huertos, y el Tajuña que corre de E. á O., facilitando su paso algunos vados. CAMINOS: los locales y el que desde Sigüenza conduce á Cifuentes, Sacedon, Cuenca y otros puntos. CORREO: se recibe y despacha en la adm. del part. por un balijero. PROD.: trigo, cebada , centeno, avena, vino, miel, legumbres, bellota, leñas de combustible y carboneo, y buenos pastos, con los que se mantiene ganado lanar, cabrío, vacuno y mular; hay caza abundante de perdices, liebres, conejos y algunas palomas, lobos, zorras y garduñas; pesca de truchas, anguilas, barbos otros peces y cangrejos, IND.: la agricola, algunos telares de lienzos ordinarios y la arrieria. COMERCIO: esportacion del sobrante de cereales á los mercados de Cifuentes, en los que se surte el vecindario de los art. de consumo que le faltan, POBL.: 61 vec., 240 alm. CAP. PROD.: 1.420,000 rs. IMP.: 102,000. CONTR.: 6,700. PRESUPUEST O MUNICIPAL: 1,400, se cubre con los fondos de propios y reparto vecinal.

## Demografía
Las Inviernas cuenta con una población de 53 habitantes (INE 2024).
| Gráfica de evolución demográfica de Las Inviernas entre 1842 y 2021                                                 |
| |
| Población de derecho según los censos de población del INE Población de hecho según los censos de población del INE |

## Economía
La pequeña economía local se basa en el cultivo de cereales, la horticultura y la hostelería.

## Monumentos

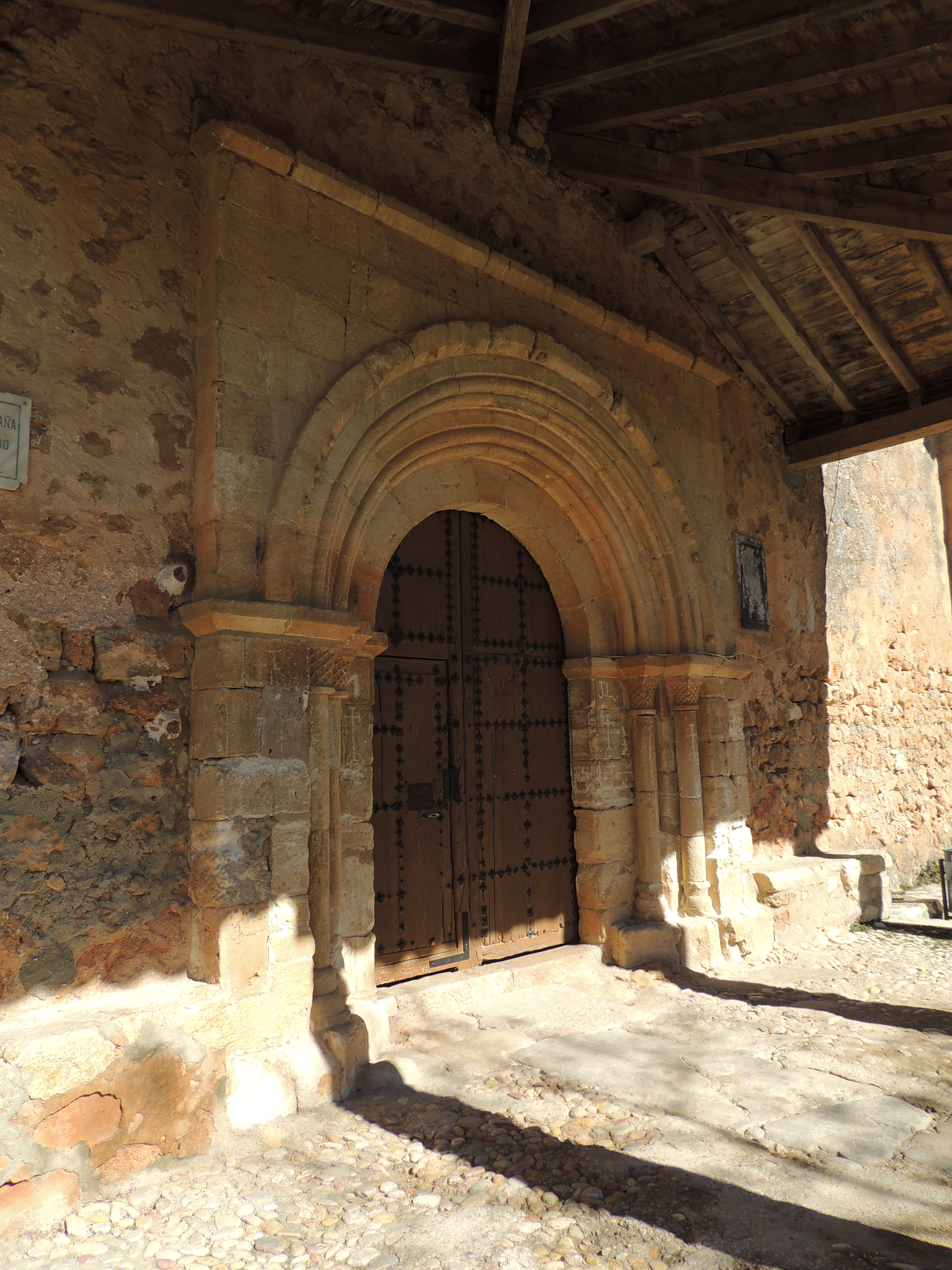
Portada de la iglesia de Nuestra Señora de la Inmaculada en Las Inviernas

- Iglesia parroquial del siglo XVI con orígenes románicos del siglo XII.[14] Quedan vestigios románicos en la portada sur, algunos canecillos reutilizados y la pila bautismal. Con la ampliación se cegaron los vanos originales aunque puede adivinarse parte de ellos.

## Fiestas
- Fiestas populares (San Acacio), el 22 de junio.